# Statîvciîne, Bilokurakîne
Statîvciîne (în ucraineană Стативчине) este un sat în comuna Pavlivka din raionul Bilokurakîne, regiunea Luhansk, Ucraina.

## Demografie
Componența lingvistică a localității Statîvciîne
     Ucraineană (93,59%)
     Rusă (6,41%)
Conform recensământului din 2001, majoritatea populației localității Statîvciîne era vorbitoare de ucraineană (93,59%), existând în minoritate și vorbitori de rusă (6,41%).